# Объект 906
ПТ-85 (Объект 906) — советский опытный лёгкий плавающий танк, разработанный в Волгоградском тракторном заводе в 60-е годы. В 1961–1962 годах было построено 6 прототипов, серийно Объект 906 не производился.

## История создания
Объект 906 был создан в конструкторском бюро Волгоградского тракторного завода, работами руководил И. В. Гавалов. Танк прорабатывался в двух вариантах ПТ-85 (с 85-мм пушкой) и ПТ-90 (с 90-мм пушкой). В 1961—1962 годах были изготовлены шесть опытных образцов ПТ-85, два из которых в 1963 году прошли испытания на полигоне НИИБТ в Кубинке, однако на вооружение машина принята не была.

## Описание конструкции
Объект 906 имел классическую схему компоновки, экипаж составлял 3 человека.

### Броневой корпус и башня
Корпус полностью герметичен и сварен из катаных броневых алюминиевых листов. Применение алюминия вместо стали позволило уменьшить общую массу корпуса по сравнению с лёгким плавающим танком ПТ-76 на 1,5 т. В кормовой части корпуса были размещены двигатель и трансмиссия. Башня изготавливалась из стальных броневых листов. Лобовая броня корпуса и башни выдерживали выстрелы пулями калибра 14,5-мм с расстояния более 100 м. В башне располагался автомат заряжания.

### Вооружение
В качестве основного вооружения на танке ПТ-85 использовалась 85-мм пушка Д-58, в варианте ПТ-90 предполагалось использовать 90-мм пушку Д-62. В обоих вариантах возимый боекомплект составлял 40 выстрелов, из которых 15 были загружены в механизированную укладку автомата заряжания. Пушка имела двухплоскостной стабилизатор вооружения.
Дополнительно в машине имелся спаренный с пушкой 7,62-мм танковый пулемёт СГМТ. Возимый боекомплект составлял 2000 патронов.

### Средства наблюдения и связи
Для обеспечения связи на танке «Объект 906» имелась радиостанция Р-123. Для наблюдения за местностью был установлен телескопический прицел.

### Двигатель и трансмиссия
На опытном танке «Объект 906» использовался дизельный 4-тактный двигатель жидкостного охлаждения. Мощность двигателя составляла 300 л.с. Трансмиссия механическая. Главная фрикционная муфта заимствовалась с танка ПТ-76, кроме неё в состав трансмиссии входили простая ступенчатая коробка передач и бортовые редукторы.

### Ходовая часть
Объект 906 имел гусеничный движитель. Для преодоления водных преград шасси было оснащено водомётами. Ходовая часть танка состояла из 14 опорных алюминиевых катков, 8 поддерживающих, а также 2 направляющих колёс. Для поддержания необходимого натяжения гусениц имелось специальное компенсирующее устройство. Тип используемой подвески: индивидуальный торсионный с 6 телескопическими гидроамортизаторами.

## Модификации

### ПТ-85
Базовый вариант машины «Объект 906» с установкой 85-мм пушки Д-58.

### ПТ-90
Вариант «Объекта 906» с установкой 90-мм пушки Д-62. Существовал только в стадии технического проекта. Основные ТТХ аналогичны ПТ-85.

### Объект 906Б
Вариант «Объекта 906» с использованием изменённого базового шасси. Существовал только в стадии проекта. Основные ТТХ:
- Масса, т: 13,0
- Экипаж, чел.: 2
- Длина шасси, мм: 6475
- Длина с пушкой вперёд, мм: 8900
- Ширина, мм: 2900
- Высота, мм: 1770
- Клиренс, мм: 120..400
- Тип брони: противопульная
- Калибр и марка пушки: 85-мм Д-58
- Тип пушки: нарезная
- Боекомплект пушки, выстр.: 40
- Прицелы: телескопический
- Пулемёты: 1 х 7,62-мм СГМТ
- Тип двигателя: дизельный УТД-20
- Мощность двигателя, л.с.: 300
- Скорость по шоссе, км/ч: 80
- Скорость по пересечённой местности, км/ч: 8..10 на плаву
- Запас хода по шоссе, км: 600
- Удельная мощность, л.с./т: 22,8
- Удельное давление на грунт, кг/кв.см: 0,46
- Преодолеваемый подъём, град.: 35
- Преодолеваемый крен, град.: 30
- Преодолеваемый брод, м: плавает

## Машины на базе
- Объект 909 — командно-штабная машина, оснащённая УКВ радиостанцией «Бант». Существовала только в стадии проекта[1].

## Сохранившиеся экземпляры
На данный момент единственный сохранившийся экземпляр ПТ-85 находится в Бронетанковом музее в Кубинке.